# Museo Arqueológico Nacional Brüning
El Museo Arqueológico Nacional Brüning es un museo peruano creado el 10 de julio de 1921, y ubicado en la ciudad de Lambayeque, Perú. El museo nació como fruto de la labor investigadora de 48 años del peruanista Enrique Brüning.

## Edificio
El edificio donde se ubica, diseñado por el arquitecto Celso Prado Pastor en estilo moderno, fue inaugurado en 1966con financiación del gobierno alemán. En sus jardines destaca la figura de Naylamp, fundador de la dinastía de los reyes lambayecanos. La fachada muestra un colorido mural con motivos lugareños que narra el mítico desembarco de Naylamp en las costas peruanas. El interior del edificio principal es una secuencia de cuatro niveles, entre sus corredores y salones se exponen más de 1400 piezas arqueológicas, manifestaciones que fueron legados de las culturas lambayeque, moche, chavín, vicús, inca y otras. Las piezas más importantes datan de hace más de 10 000 años.

## Salas de exhibición

#### Sala de exposición Hans Heinrich Brüning
Ubicada al inicio del recorrido. En esta sala se aprecia el importante legado arqueológico e histórico de Hans Heinrich Brüning a lo largo de su labor de investigación.

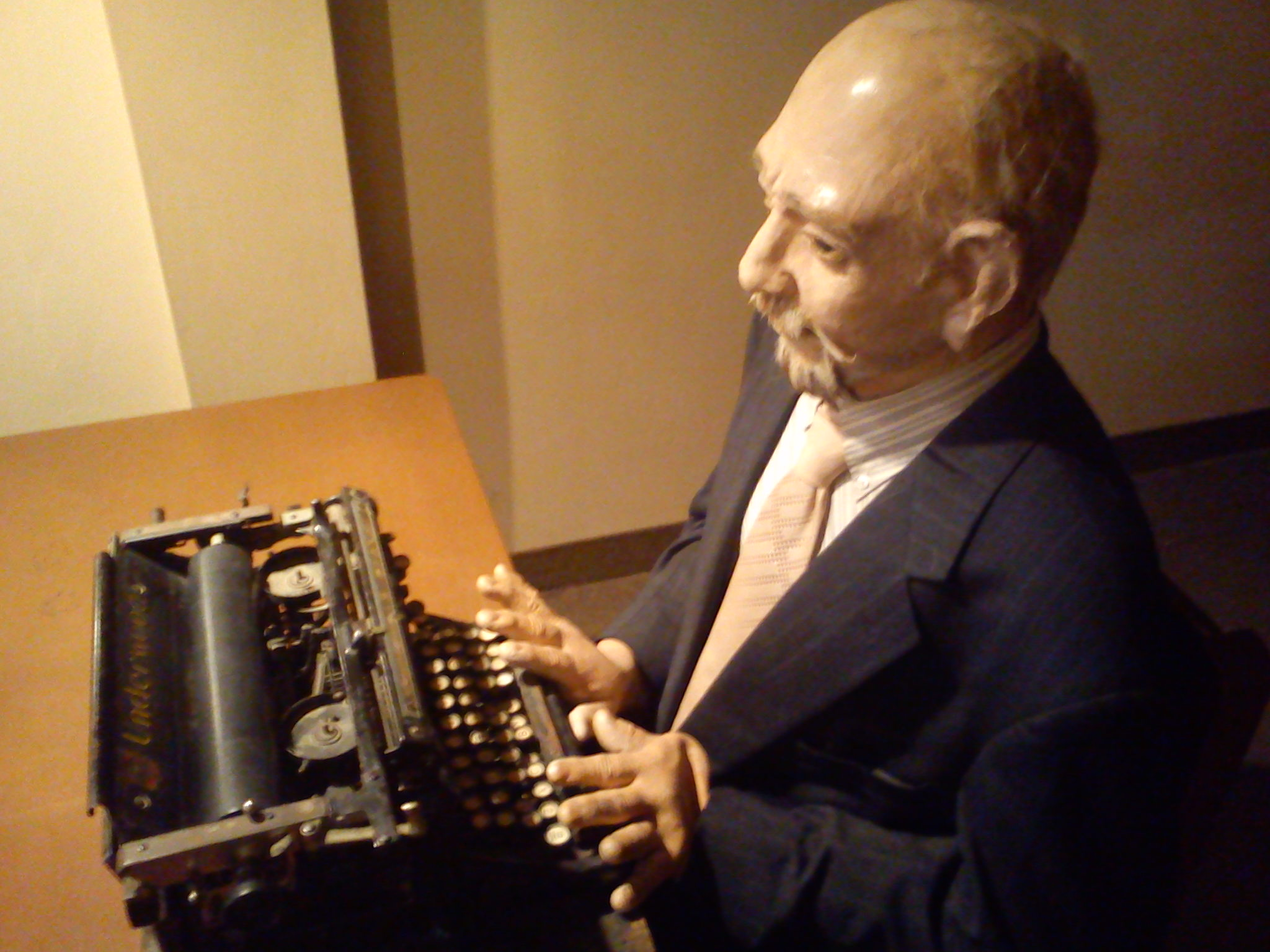
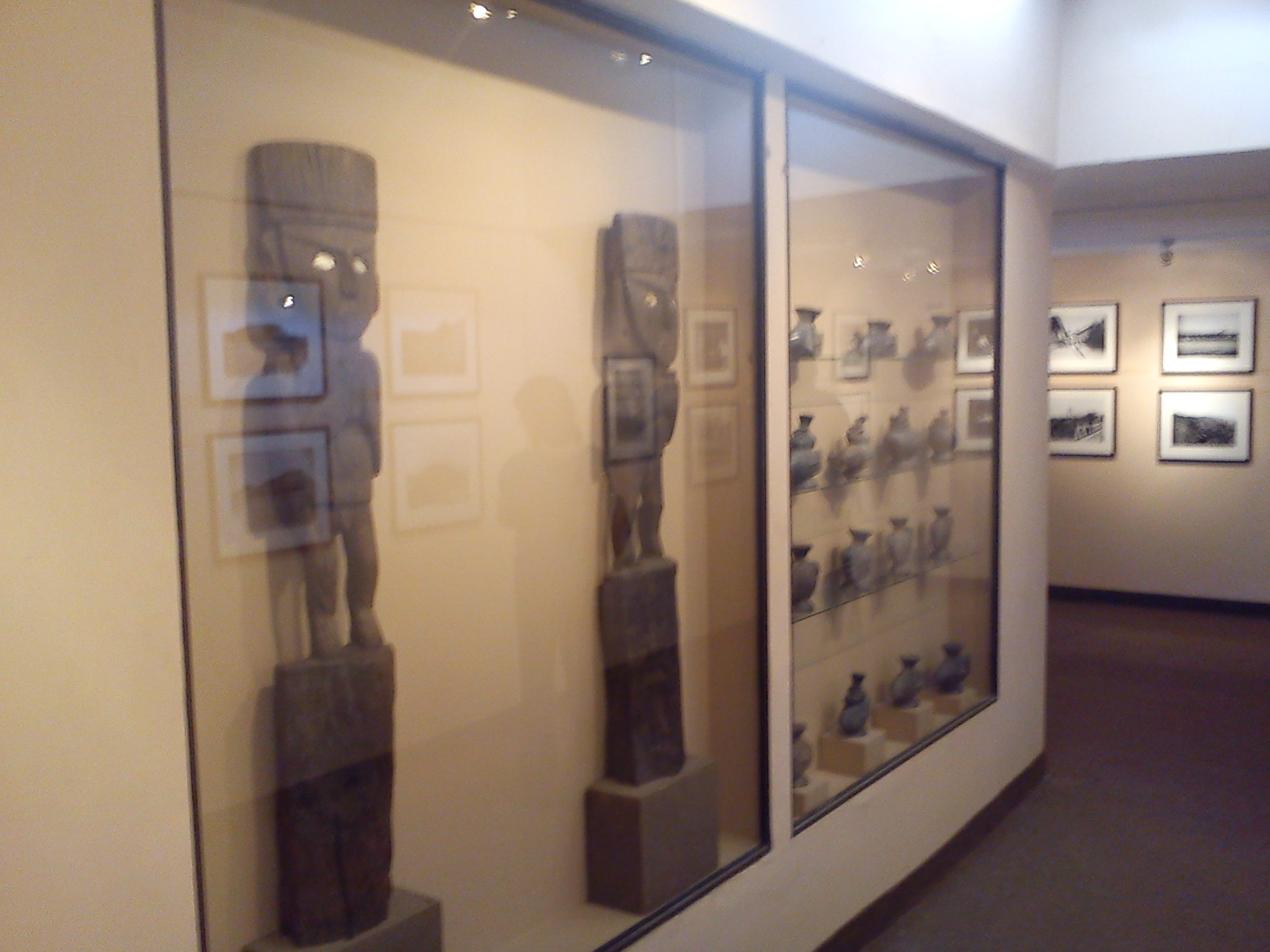
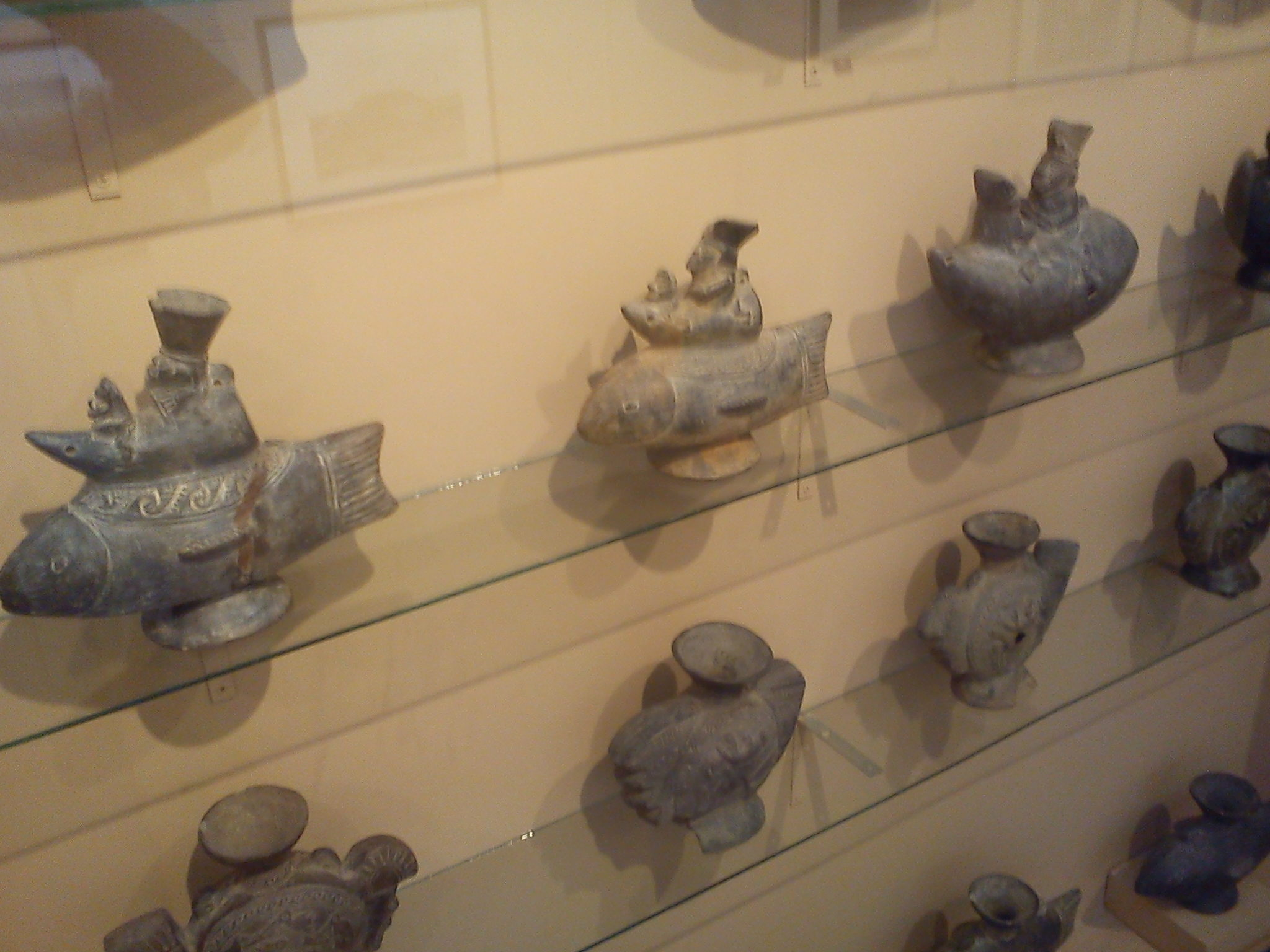
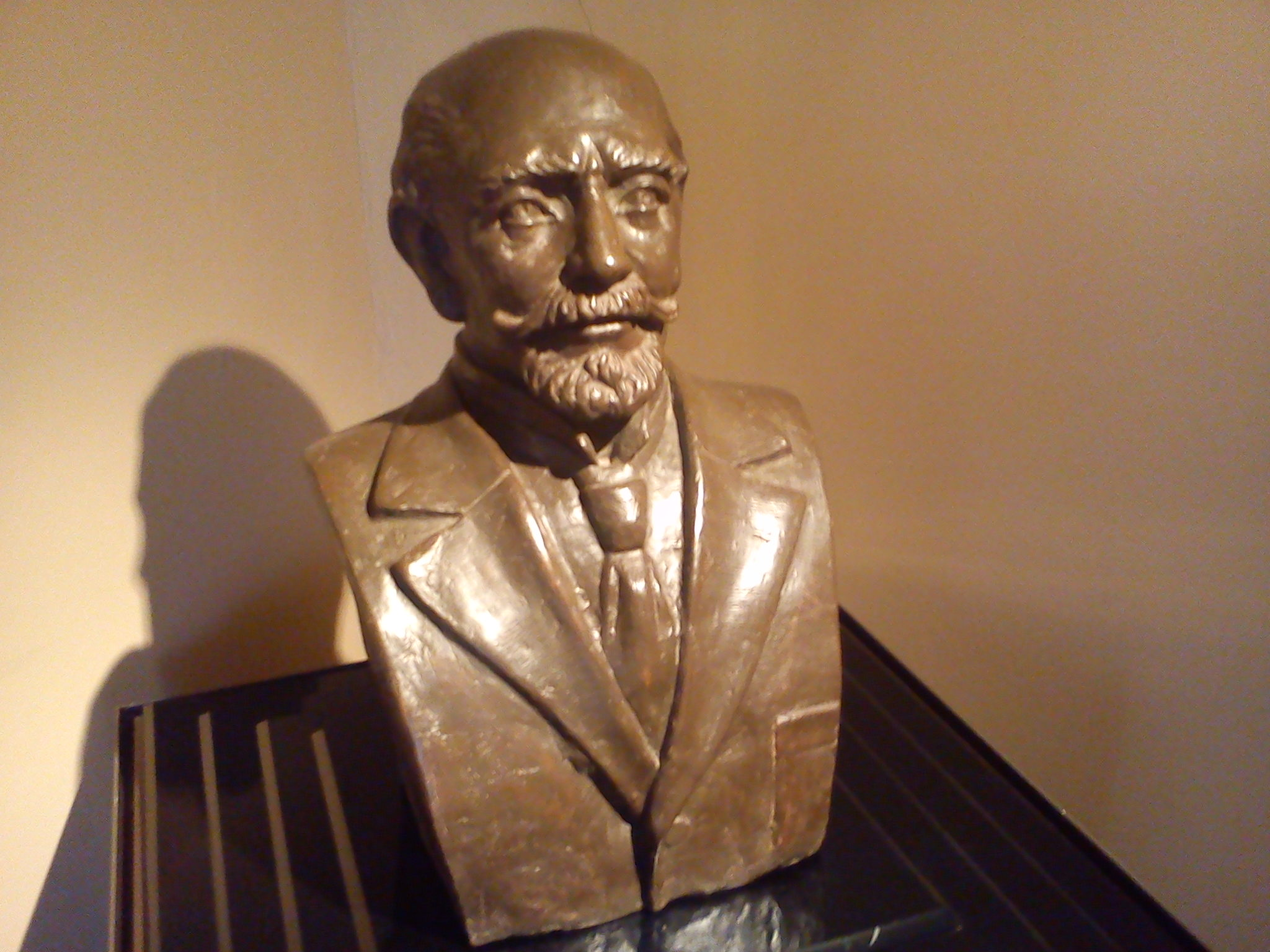

#### Sala de los orfebres
En la sala de oro se conserva una de las más importantes colecciones de orfebrería de América (alrededor de 500 piezas), incluyendo algunas  piezas encontradas en la tumba del Señor de Sipán.

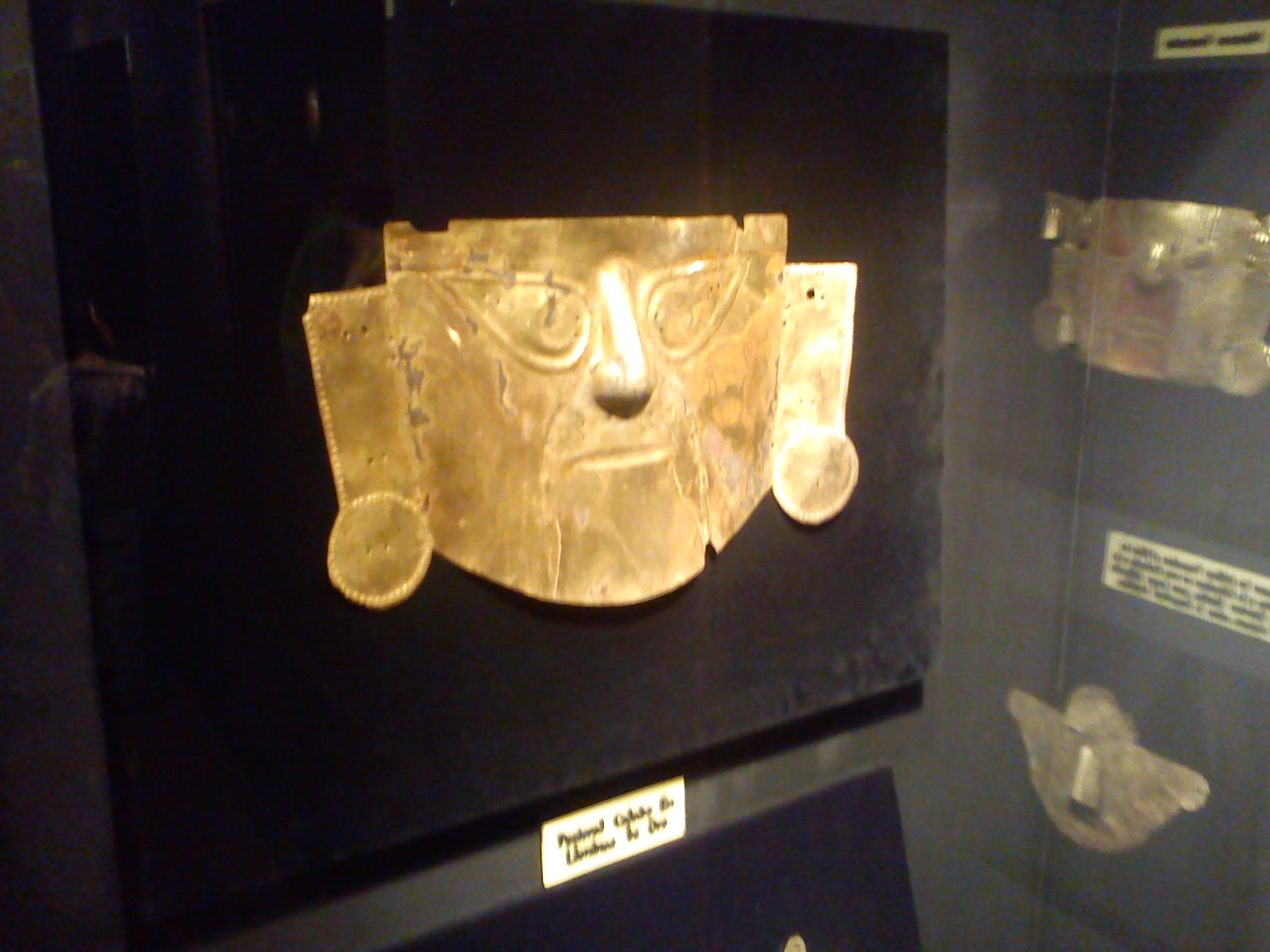
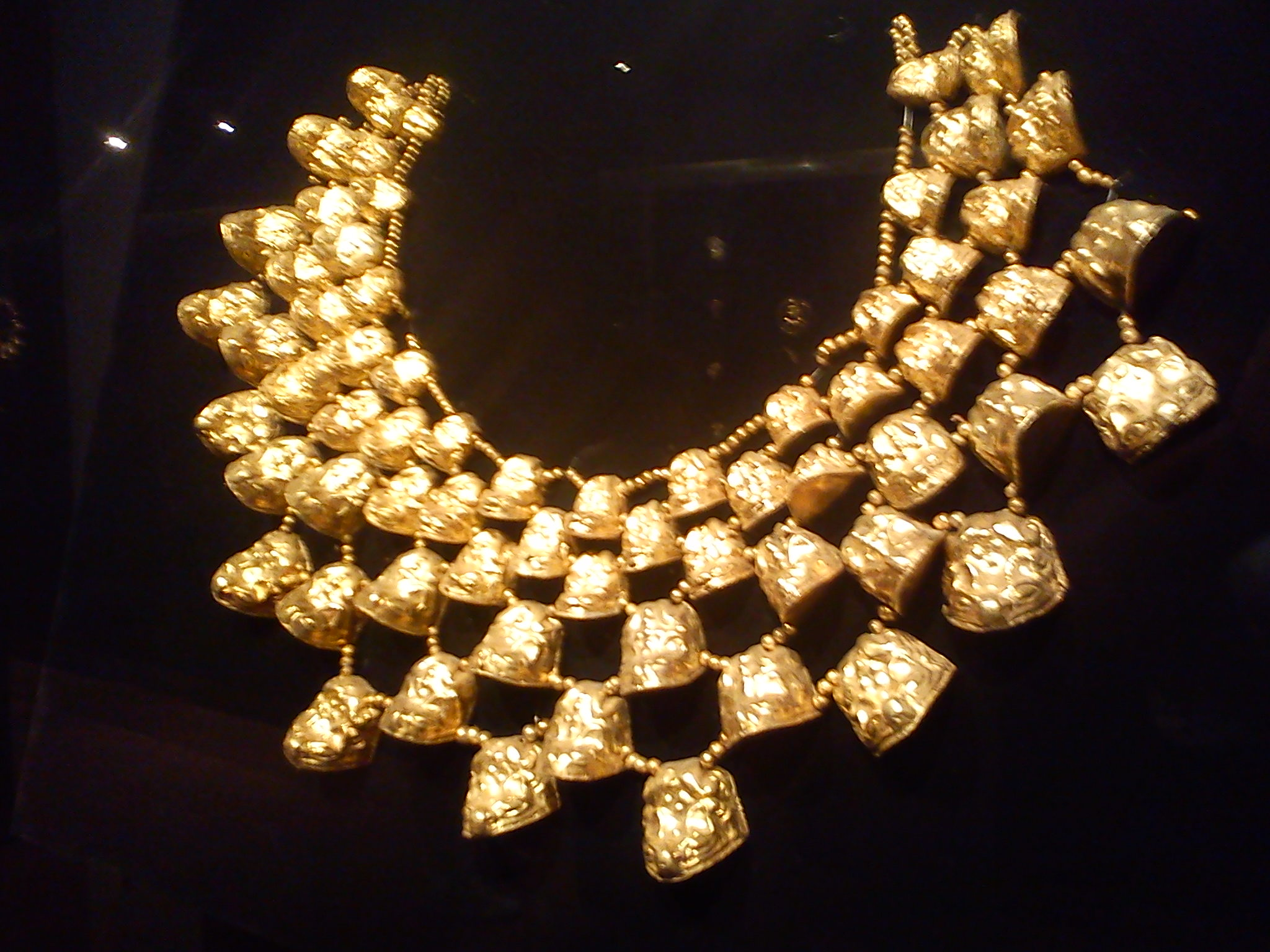

#### Sala de arqueología

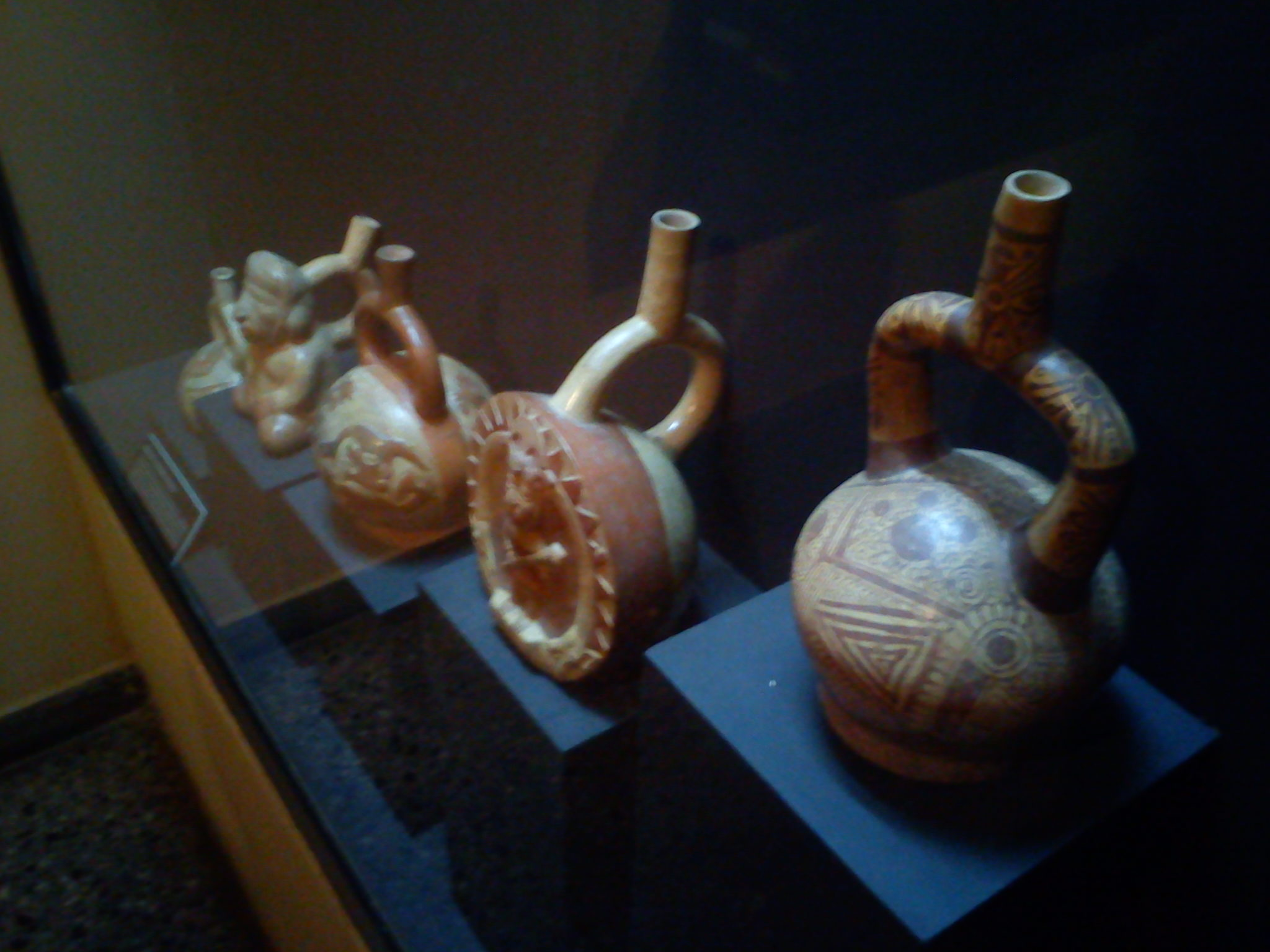
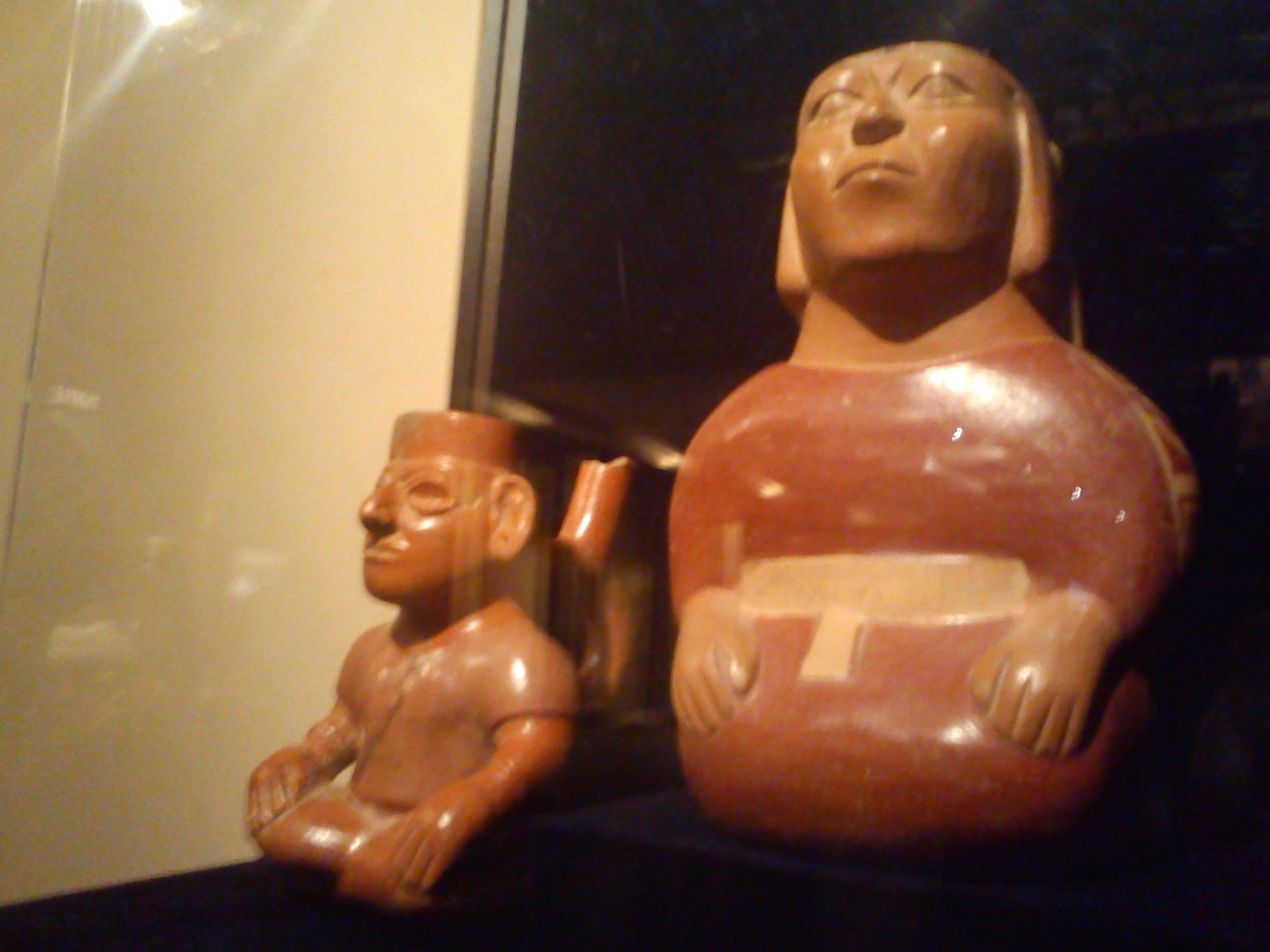
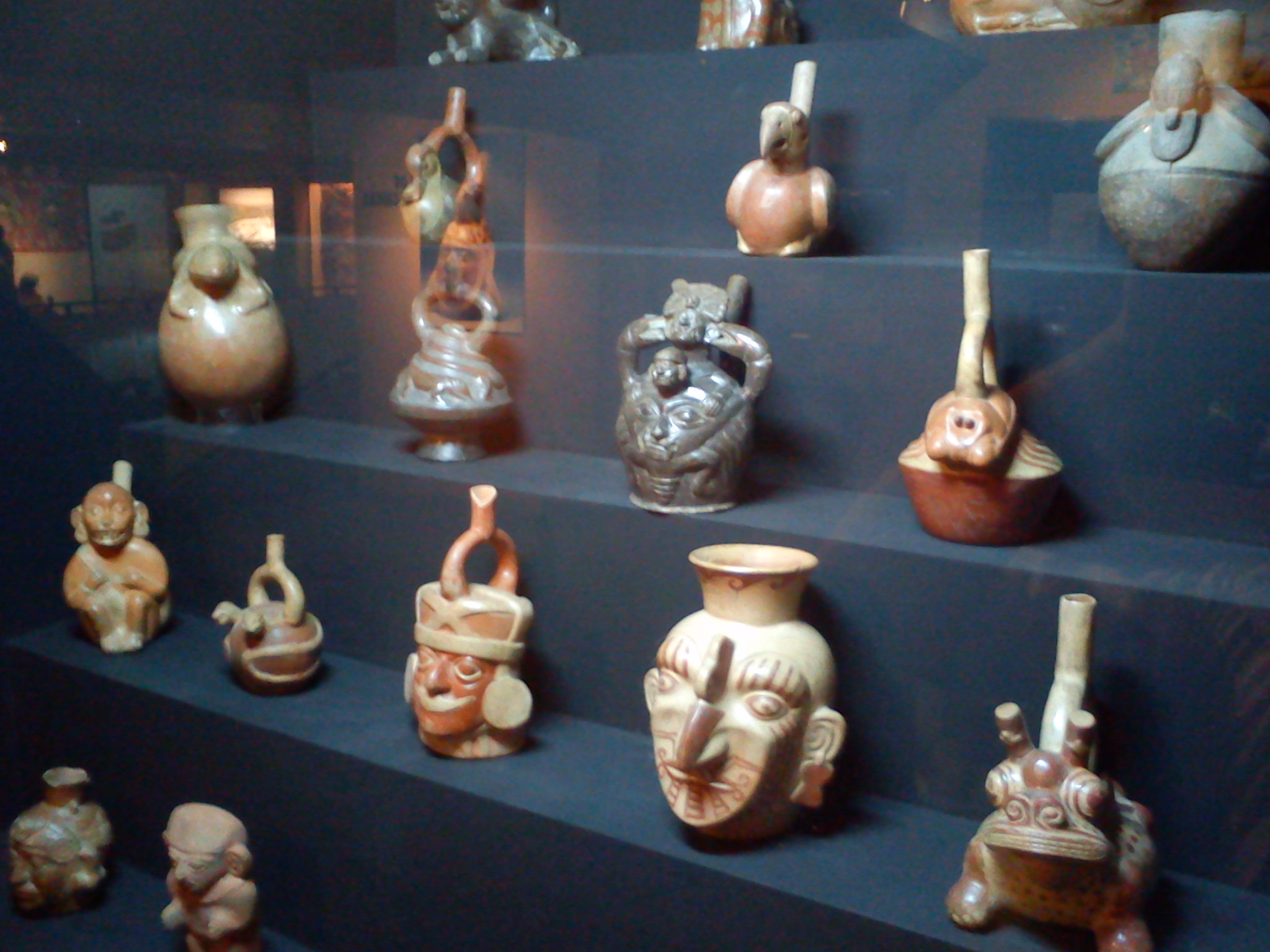
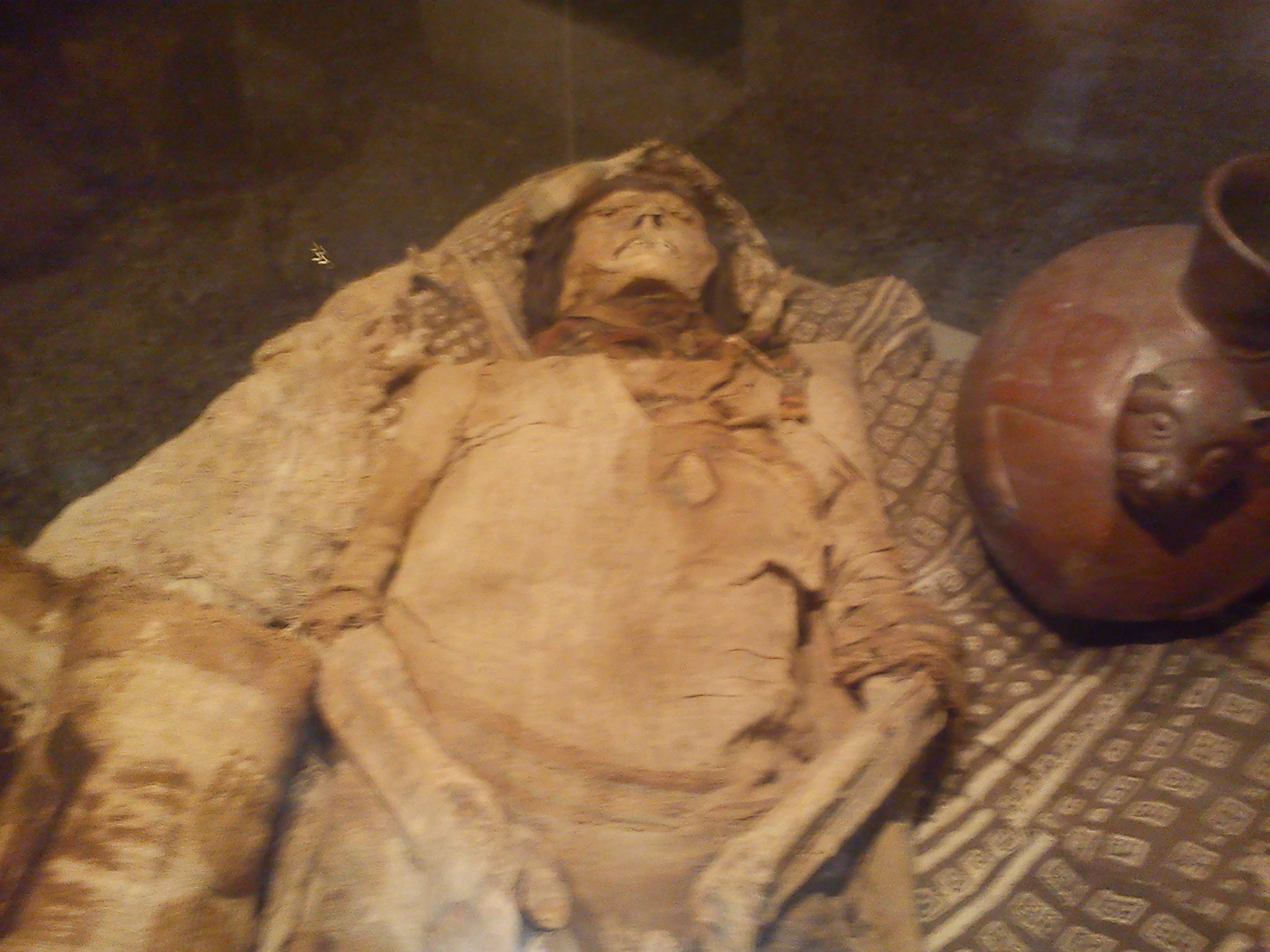